# Sebastian Huber
Sebastian Huber (ur. 26 czerwca 1901 w Füssen, zm. 6 marca 1985 tamże) – niemiecki bobsleista, medalista olimpijski i mistrzostw świata.

## Życiorys
Huber był kupcem (z wykształcenia i profesji).
W 1928 wystartował na igrzyskach olimpijskich w bobslejowych piątkach. Niemiecka drużyna w składzie Hanns Kilian, Valentin Krempl, Hans Heß, Sebastian Huber, Hans Nägle zdobyła brązowy medal z czasem 3:21,9 s. W 1930 został mistrzem Niemiec w dwójkach w parze z Hannsem Kilianem. W 1931 wraz z Kilianem wywalczył złoto mistrzostw świata w dwójkach, a także został mistrzem Niemiec w czwórkach. W 1932 ponownie wystąpił na igrzyskach olimpijskich, na których wziął udział w zawodach dwójek i czwórek. W czwórkach niemiecka drużyna w składzie Hanns Kilian, Max Ludwig, Hans Mehlhorn, Sebastian Huber zdobyła brązowy medal z czasem 8:00,04 s, natomiast w dwójkach Killian i Huber zajęli 5. miejsce z czasem 8:35,36 s. W 1934 wywalczył złoto mistrzostw świata w czwórkach. W 1936 po raz ostatni wystąpił na igrzyskach olimpijskich, biorąc udział w zawodach czwórek. Niemiecka czwórka z Huberem w składzie uplasowała się na 7. pozycji z czasem 5:29,07 s.
Był honorowym członkiem Bob-und Schlittenverband für Deutschland, w którym to prezesem był jego bobslejowy partner Hanns Kilian.